# Anthoceros argillaceus
Anthoceros argillaceus là một loài rêu trong họ Anthocerotaceae. Loài này được Stephani Verd. mô tả khoa học đầu tiên năm 1932.